# Pandacerus sinuatus
Pandacerus sinuatus är en insektsart som beskrevs av Webb 1976. Pandacerus sinuatus ingår i släktet Pandacerus och familjen dvärgstritar. Inga underarter finns listade i Catalogue of Life.